# 東北地方を舞台とした作品一覧
東北地方を舞台とした作品一覧（とうほくちほうをぶたいとしたさくひんいちらん）東北地方をモチーフ、ロケーショとした作品について記述する。

## 東北（奥羽・出羽）全般
- 愛と野望の独眼竜 伊達政宗（テレビドラマ）
- 青い山脈（小説・映画/作 石坂洋次郎）
- 蒼き蝦夷のの血（小説/作 今東光）
- 浅見光彦シリーズ（小説・テレビドラマ/作 内田康夫）
- アステリズム（ゲーム）
- 阿房列車（紀行・漫画/作 内田百閒）
- あまちゃん（テレビドラマ （連続テレビ小説））
- 何処へ（小説・テレビドラマ・映画/作 石坂洋次郎）
- うしおととら（漫画・アニメ作 藤田日和郎）
- 羽州ものがたり（小説/作 菅野雪虫）
- 榎本武揚（小説/作 安部公房）
- 奥州後三年記（文芸・古典）
- 奥の細道（句集・紀行・古典）
- 男たちは北へ（小説/作 風間一輝）
- 女たちの避難所（小説・記録/作垣谷美雨）
- 街道をゆく（文芸・紀行/作 司馬遼太郎）
- 火怨（小説・テレビドラマ/作 高橋克彦）
- 風の陣（小説/作 高橋克彦）
- かたづの!（小説/ 作 中島京子）
- かつお（テレビドラマ）
- 義経記（文芸・古典）
- 奇談（映画）
- くまみこ（漫画・アニメ）
- 荒神（小説・テレビドラマ /作 宮部みゆき）
- 桜色の春をこえて（小説）
- ザザンボ（映画）
- さすらい刑事旅情編（テレビドラマ）
- 殺人行おくのほそ道（小説/作 松本清張）
- 山峡の死角（小説）
- さんてつ（漫画）
- サンドウィッチマンの東北魂（バラエティ番組）
- 四捨五入殺人事件（小説・テレビドラマ/井上ひさし）
- 十字路（テレビドラマ）
- しゅっぱつしんこう（文芸・絵本/作 山本忠敬）
- ストーリー311（漫画）
- 生と死の記録（ルポタージュ）
- 蒼茫の大地、滅ぶ（小説/西村寿行）
- そして、生きる
- 伊達政宗（小説/作 山岡荘八）
- だまされて貰います（映画）
- 東北怪談の旅
- 東北の神武たち（小説・映画）
- 独眼竜の野望伊達政宗（テレビドラマ）
- 独眼竜政宗（テレビドラマ（大河ドラマ））
- 十津川警部シリーズ（小説・テレビドラマ /作 西村京太郎）
- 十和田要塞1991
- 日本百名峠（髄質・紀行/井出孫六）
- 日本百名山（髄質・紀行/作 深田久弥）
- にっぽん百名山（自然紀行番組）
- はて知らずの記（紀行/ 正岡子規）
- 花の百名山（髄質・紀行/作 田中澄江）
- はね駒（テレビドラマ（連続テレビ小説））
- 光降る丘（小説/作 熊谷達也）
- 兵馬の旗（漫画/作 かわぐちかいじ）
- ふくろう（映画）
- 星屑の町（映画）
- 炎立つ（小説・テレビドラマ（大河ドラマ））
- マタギ（漫画/ 作 矢口高雄）
- みちのく麺食い記者 宮沢賢一郎（小説・テレビドラマ）
- 宮之原警部シリーズ（小説・テレビドラマ/作 木谷恭介 ）
- モディリアーニにお願い（漫画）
- 野生の証明（小説・テレビドラマ/作 森村誠一）
- 湯けむりスナイパー（漫画）
- リトル・チャロ～東北編～（アニメ）

## 青森
- 青森県を舞台とした作品一覧を参照

## 秋田
- 秋田県を舞台とした作品一覧を参照

## 岩手
- 岩手県を舞台とした作品一覧を参照

## 福島
- 福島県を舞台とした作品一覧を参照

## 宮城
- 宮城県を舞台とした作品一覧を参照

## 山形
- 山形県を舞台とした作品一覧を参照